# Championnat du monde masculin de cyclo-cross juniors
Le championnat du monde masculin de cyclo-cross juniors a lieu dans le cadre des championnats du monde de cyclo-cross de l'Union cycliste internationale depuis 1979. Il est disputé par les coureurs âgés de 17 et 18 ans.
Le vainqueur de la course est sacré champion du monde de sa catégorie et revêt un maillot arc-en-ciel qu'il porte lors des épreuves de cyclo-cross juniors jusqu'à la veille de la ré-attribution du titre aux championnats du monde suivants. Cinq champions du monde chez les juniors sont devenus par la suite champions du monde chez les professionnels, il s'agit de Radomir Simunek sr. (titré également chez les amateurs en 1983 et 1984), Richard Groenendaal, Niels Albert (titré également dans la catégorie espoirs en 2008) et Mathieu van der Poel. 
En raison de la pandémie de Covid-19, l'épreuve n'est pas organisée en 2021.

## Palmarès
| Édition | Or                                          | Argent                                      | Bronze                                      |
| ------- | ------------------------------------------- | ------------------------------------------- | ------------------------------------------- |
| 1979    | Iñaki Vijandi                               | Bart Musschoot                              | Heinz Matschke                              |
| 1980    | Radomír Šimůnek sr.                         | Jokin Mujika                                | Bernard Woodtli                             |
| 1981    | Rigobert Matt                               | Miloslav Kvasnička                          | Konrad Morf                                 |
| 1982    | Beat Schumacher                             | Erwin Nijboer                               | Radovan Fořt                                |
| 1983    | Roman Kreuziger                             | Martin Hendriks                             | Petr Hric                                   |
| 1984    | Ondrej Glajza                               | Robert Dane                                 | Richard Koberna                             |
| 1985    | Beat Wabel                                  | Jürgen Sprich                               | Wim de Vos                                  |
| 1986    | Stuart Marshall                             | Beat Brechbühl                              | Wim de Vos                                  |
| 1987    | Marc Janssens                               | Ralph Berner                                | Tomas Port                                  |
| 1988    | Thomas Frischknecht                         | Maik Müller                                 | Daniel Rech                                 |
| 1989    | Richard Groenendaal                         | Emmanuel Magnien                            | Cristian Bertotti                           |
| 1990    | Erik Boezewinkel                            | Jérôme Chiotti                              | Niels van der Steen                         |
| 1991    | Ondřej Lukeš                                | Jiří Pospíšil                               | Dariusz Gil                                 |
| 1992    | Roger Hammond                               | Vojtěch Bachleda                            | Jan Faltýnek                                |
| 1993    | Kamil Ausbuher                              | Jaromír Friede                              | Miguel Martinez                             |
| 1994    | Gretienus Gommers                           | Kamil Ausbuher                              | Ben Berden                                  |
| 1995    | Zdeněk Mlynář                               | Guillaume Benoist                           | Stefan Bünter                               |
| 1996    | Roman Peter                                 | Gaizka Lejarreta                            | Grégory Lapalud                             |
| 1997    | David Rusch                                 | Stefano Toffoletti                          | Steffen Weigold                             |
| 1998    | Michael Baumgartner                         | Stefano Toffoletti                          | Davy Commeyne                               |
| 1999    | Mattew Kelly                                | Sven Vanthourenhout                         | Thijs Verhagen                              |
| 2000    | Bart Aernouts                               | Walker Ferguson                             | David Kasek                                 |
| 2001    | Martin Bína                                 | Radomír Šimůnek jr.                         | Jan Kunta                                   |
| 2002    | Kevin Pauwels                               | Krzysztof Kuzniak                           | Zdeněk Štybar                               |
| 2003    | Lars Boom                                   | Eddy van IJzendoorn                         | Zdeněk Štybar                               |
| 2004    | Niels Albert                                | Roman Kreuziger                             | Clément Lhotellerie                         |
| 2005    | Davide Malacarne                            | Julien Taramarcaz                           | Christoph Pfingsten                         |
| 2006    | Boy van Poppel                              | Róbert Gavenda                              | Tom Meeusen                                 |
| 2007    | Joeri Adams                                 | Daniel Summerhill                           | Jiří Polnický                               |
| 2008    | Arnaud Jouffroy                             | Peter Sagan                                 | Lubomír Petruš                              |
| 2009    | Tijmen Eising                               | Corné van Kessel                            | Alexandre Billon                            |
| 2010    | Tomáš Paprstka                              | Julian Alaphilippe                          | Emiel Dolfsma                               |
| 2011    | Clément Venturini                           | Fabien Doubey                               | Loïc Doubey                                 |
| 2012    | Mathieu van der Poel                        | Wout van Aert                               | Quentin Jauregui                            |
| 2013    | Mathieu van der Poel (2)                    | Martijn Budding                             | Adam Toupalik                               |
| 2014    | Thijs Aerts                                 | Yannick Peeters                             | Jelle Schuermans                            |
| 2015    | Simon Andreassen                            | Eli Iserbyt                                 | Max Gulickx                                 |
| 2016    | Jens Dekker                                 | Mickaël Crispin                             | Thomas Bonnet                               |
| 2017    | Thomas Pidcock                              | Daniel Tulett                               | Ben Turner                                  |
| 2018    | Ben Tulett                                  | Tomáš Kopecký                               | Ryan Kamp                                   |
| 2019    | Ben Tulett (2)                              | Witse Meeussen                              | Ryan Cortjens                               |
| 2020    | Thibau Nys                                  | Lennert Belmans                             | Emiel Verstrynge                            |
| 2021    | Annulé en raison de la pandémie de Covid-19 | Annulé en raison de la pandémie de Covid-19 | Annulé en raison de la pandémie de Covid-19 |
| 2022    | Jan Christen                                | Aaron Dockx                                 | Nathan Smith                                |
| 2023    | Léo Bisiaux                                 | Senna Remijn                                | Yordi Corsus                                |
| 2024    | Stefano Viezzi                              | Keije Solen                                 | Kryštof Bažant                              |
| 2025    | Mattia Agostinacchio                        | Soren Bruyère Joumard                       | Filippo Grigolini                           |

## Tableau des médailles
| Rang | Nation          | Or | Argent | Bronze | Total |
| ---- | --------------- | -- | ------ | ------ | ----- |
| 1    | Pays-Bas        | 9  | 7      | 7      | 23    |
| 2    | Belgique        | 7  | 8      | 7      | 22    |
| 3    | Suisse          | 7  | 2      | 3      | 12    |
| 4    | Grande-Bretagne | 5  | 2      | 2      | 9     |
| 5    | Tchéquie        | 4  | 5      | 8      | 17    |
| 6    | Tchécoslovaquie | 4  | 3      | 6      | 13    |
| 7    | France          | 3  | 7      | 7      | 17    |
| 8    | Italie          | 3  | 2      | 2      | 7     |
| 9    | Allemagne       | 1  | 3      | 3      | 7     |
| 10   | Espagne         | 1  | 2      | 0      | 3     |
| 10   | États-Unis      | 1  | 2      | 0      | 3     |
| 12   | Danemark        | 1  | 0      | 0      | 1     |
| 13   | Slovaquie       | 0  | 2      | 0      | 2     |
| 14   | Pologne         | 0  | 1      | 1      | 2     |